# 劉永 (永樂進士)
劉永（14世紀—1450年代），字克修，江西南安府大庾縣人，明朝政治人物。

## 生平
劉永是永樂十五年（1417年）丁酉科江西鄉試舉人，十六年（1418年）戊戌科進士。授刑部主事，升郎中，有能幹名聲，不久到山西、萬全恤刑，政望昭著。
正統三年（1438年）獲大學士楊士奇、楊溥舉薦，出為荊州府知府，在當地勸農興學、平均賦稅，適逢遼王朱貴烚不法害民，他上疏後被牽連入獄，經審問後復職，四年（1439年）朱貴烚廢為庶人，因父親逝世回鄉，數千府民請求他留任，於是明英宗讓其奪情起復，前後任職十四年，於任內去世，人民立肖像祭祀他。

## 引用
1. 1 2  民國《大庾縣志·卷八·人物志上》：劉永，字克修，永樂進士，授刑部主事，升郎中，有能名，尋撫卹山西、萬全，政望甚著。正統中天下大郡數十難其守，命朝臣舉薦，大學士楊士奇、楊溥薦永知荊州府，廉介有為，勸農興學，均賦革弊，有親藩不法為民害，永疏聞械繫詔獄祻幾不測，朝審直其言復職，處宗室如祖訓。後丁艱去，郡民數千人擁留，復徒步走闕下懇請奪情起復，永為郡前後十四年，民立祠肖像祀之。
2. ↑  民國《大庾縣志·卷六·選舉志上》：永樂朝……十五年丁酉科（舉人） 劉永 登進士
3. ↑  《明英宗睿皇帝實錄·卷五十三》：（正統四年三月庚申）降遼王貴烚為庶人。先是王與江陵、瀘溪二郡主亂，又通千戶曹廣等妻女數十餘人，非理姦死者十餘人，杖死長史杜述，擅笞荊州知府劉永……
4. ↑  光緒《荊州府志·卷三十八·職官志十》：劉永，大庾人，正統中大學士楊榮薦知荊州府，勸農興學，均賦簡訟，會遼藩不靖，永疏之逮繫，事白仍令復任。遭父喪，軍民萬八千餘人乞留，英宗命奪情視事，在郡凡十四年卒於官，官民肖像立祠祀之。 《明史》趙豫傳、《楚紀》合纂，按《湖廣通志》、舊府志俱作劉昶，誤。